# Bohemund I van Antiochië
Bohemund of Bohemond I van Tarente (ca. 1054 – 3 maart 1111), een edelman uit het Normandische Huis Hauteville, was een van de leiders van de Eerste Kruistocht. Hij was vanaf 1085 vorst van Tarente en vanaf 1098 van Antiochië. 

## Afkomst en belening met Tarente
Bohemund was de oudste zoon van Robert Guiscard, graaf van Apulië en Calabrië, en diens eerste vrouw Alberada van Buonalbergo (ca. 1033-1122). Bohemund vocht aan de zijde van Robert tegen het Byzantijnse Rijk (1080-1085), waarbij ze wisten door te dringen tot in Larissa (Griekenland), maar uiteindelijk door keizer Alexios I werden verjaagd.
Na het overlijden van zijn vader volgde een verdeling van het rijk. De landerijen aan de Adriatische kust werden al gauw ingenomen door het Byzantijnse Rijk, en Apulië werd ingenomen door Bohemunds broer Rogier I van Sicilië, die ook de steden Otranto en Tarente op Bohemund probeerde te veroveren. Eind 1085 wist Bohemund de laatstgenoemde twee steden te heroveren, en uiteindelijk sloten de broers vrede in maart 1086.

## De kruistocht
Na de dood van zijn vader (1085) zocht Bohemund allerlei manieren om zijn grondgebied van Tarente (Italië) uit te breiden. Toen de oproep tot de Eerste Kruistocht kwam, zag hij zijn kans schoon om in het Heilig Land nieuwe gebieden en rijkdommen te veroveren. Samen met zijn neef Tancred trok hij met een leger van 10.000 man naar Constantinopel. Daar moesten de leiders van de Eerste Kruistocht een eed van loyaliteit afleggen aan de Byzantijnse keizer, Alexios I Komnenos, die onder meer inhield dat alle gebieden die de kruisvaarders zouden veroveren terug bij het Byzantijnse grondgebied zouden worden gevoegd. Bohemund was voorzichtig in zijn benadering van Alexios, in een poging bij hem in de gunst te komen. Er zou zelfs onderhandeld zijn over eventueel eigen grondgebied, maar daar had Alexios geen goedkeuring voor gegeven. Uiteindelijk legde Bohemund de eed af.
De kruisvaarders wisten met grote moeite door Klein-Azië te reizen, geplaagd door dorst en omringd door vijanden, en konden zo verder oprukken naar Jeruzalem. Deze landroute zou gedurende de volgende kruistochten steeds moeilijker worden - na de Derde Kruistocht gaf men er de voorkeur aan direct via zee naar het Heilig Land te reizen.

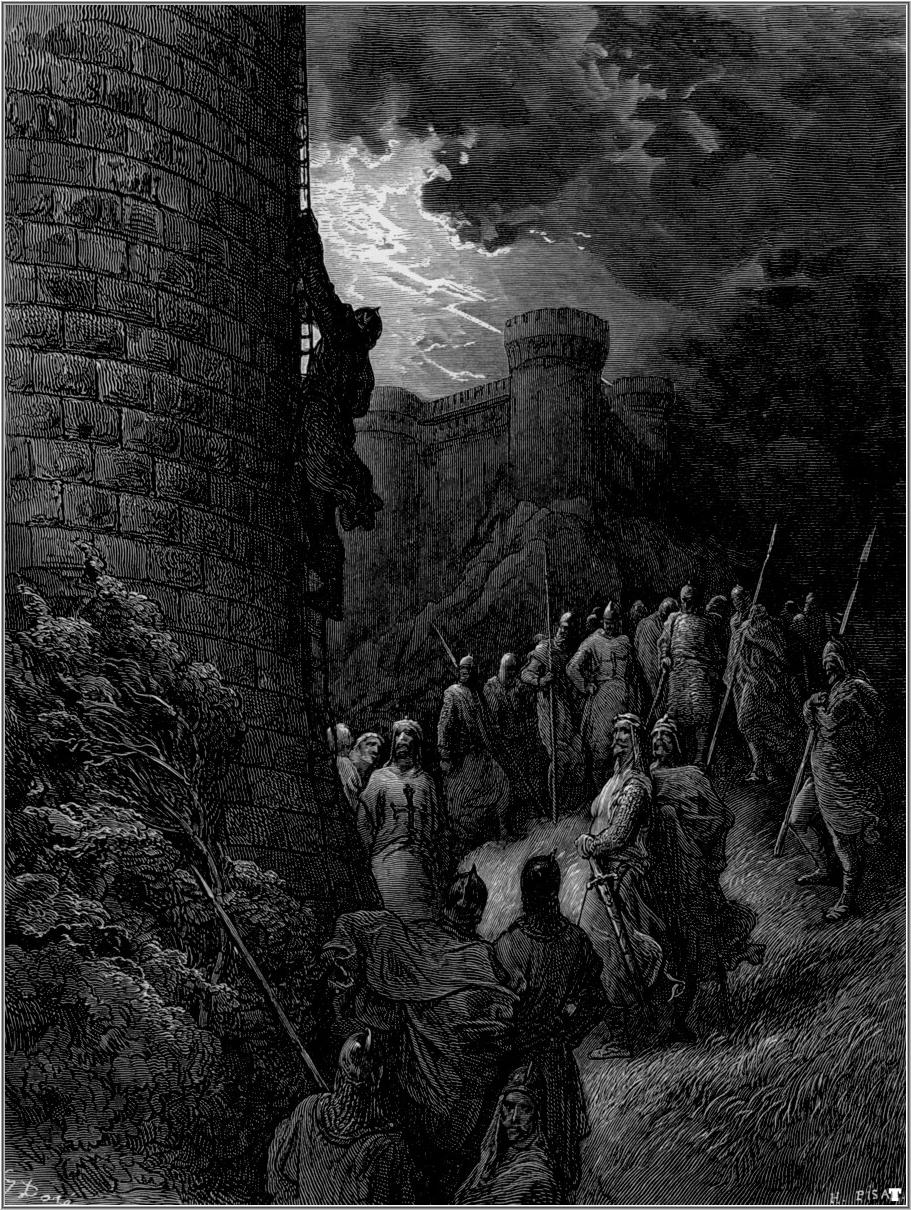
Bohemund beklimt de stadsmuur van Antiochië
(19e eeuw), Gustave Doré

In 1097 stuurde Bohemund zijn neef Tancred naar Cilicia, terwijl Bohemund met Godfried van Bouillon Antiochië vanuit het noordoosten zou benaderen om in mei 1098 het Beleg van Antiochië te beginnen. Hoewel de andere leiders van de kruistocht er aanvankelijk niets van wilden weten, gingen ze uiteindelijk toch akkoord om Antiochië aan Bohemund te laten, op voorwaarde dat hij de stad kon innemen. Na de val van Antiochië trokken ze verder naar Jeruzalem. Nadat Jeruzalem door de kruisvaarders was veroverd, nam Bohemund de titel vorst van Antiochië aan.
Hoewel Bohemund Antiochië in zijn bezit had en beschikte over een sterk leger was er nog de "kleine" kwestie van de Byzantijnse heerschappij - Bohemund had immers de eed van loyaliteit gezworen aan Alexius I. Naast de claim van de Byzantijnen op Antiochië, die zich gesteund wisten door Raymond IV van Toulouse die in 1102 het graafschap Tripoli stichtte ten zuiden van Antiochië, was er ook nog de constante bedreiging van het rijk der Seltsjoeken, die het gebied wilden heroveren.

## Byzantijnse en Griekse oorlog
Omdat het Byzantijnse Rijk het vorstendom Antiochië bleef claimen en de Grieken de scheepsroutes rond Antiochië belaagden, zocht Bohemund steun in Frankrijk bij koning Filips I. Om zich van die steun te verzekeren trouwde hij met Constance van Frankrijk, een dochter van Filips.
Overmoedig door zijn succes besloot hij tot een gedurfde aanval tegen Alexios I. Alexios, gesteund door de Venetianen, was echter sterker en Bohemund werd gedwongen zich te onderwerpen aan een vernederende Verdrag van Devol (1106). Dit verdrag stipuleerde dat:
- Bohemund een vazal zou worden van Alexios (en de eed van loyaliteit, die Bohemund aan Alexius gezworen had, dus gehandhaafd werd);
- betwiste gebieden aan Alexios zouden worden overgedragen;
- er een Griekse patriarch zou worden aangesteld in Antiochië.

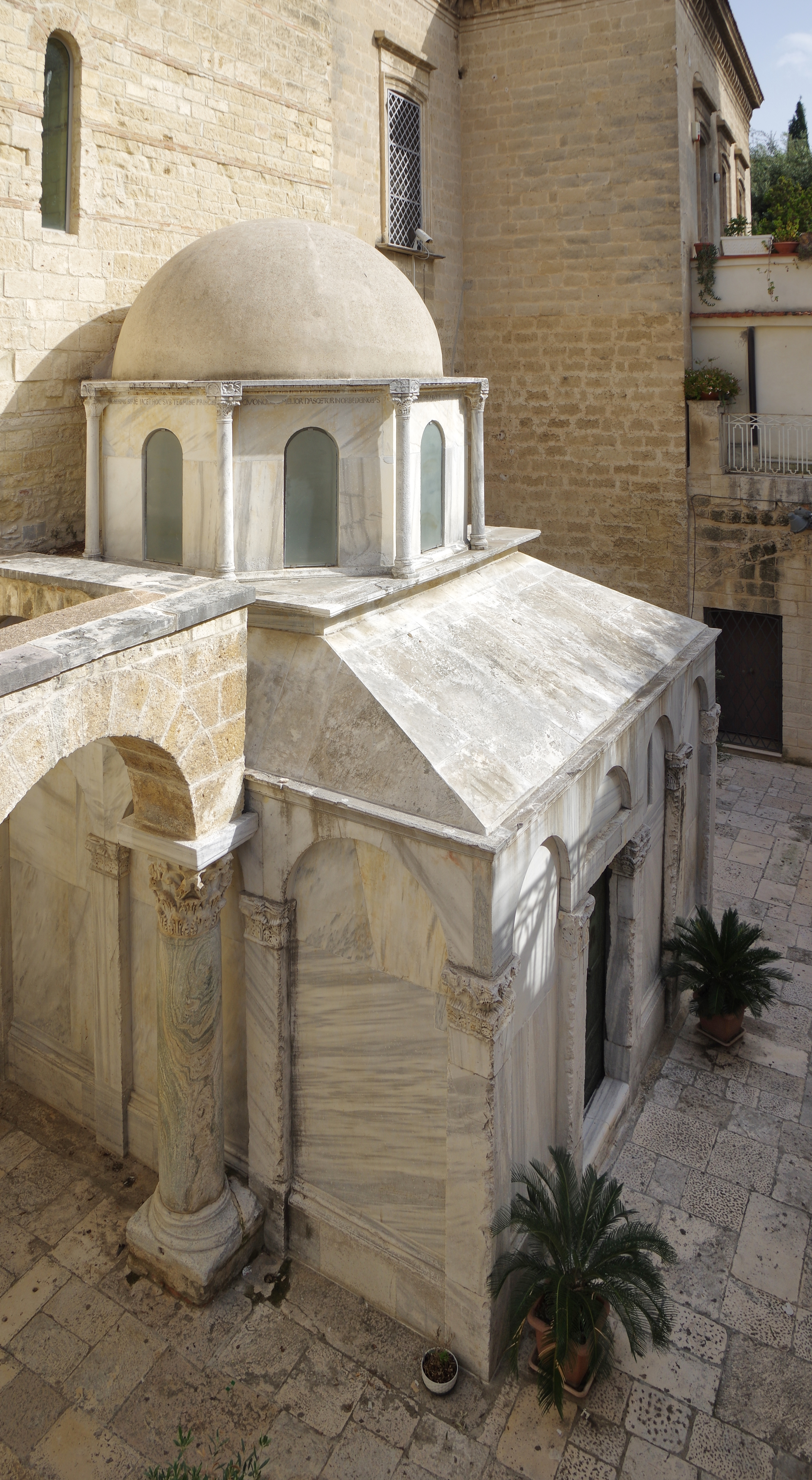
Mausoleum van Bohemund in de basiliek San Sabino van Canosa di Puglia

Teleurgesteld trok Bohemund zich terug naar Tarente en keerde nooit meer terug naar Antiochië, waarvan hij het regentschap overliet aan zijn neef Tancred. Bohemund overleed in 1111 in Tarente en werd begraven in Canosa in Apulië.